# Verticordia monadelpha
Verticordia monadelpha är en myrtenväxtart som beskrevs av Porphir Kiril Nicolai Stepanowitsch Turczaninow. Verticordia monadelpha ingår i släktet Verticordia och familjen myrtenväxter.

## Underarter
Arten delas in i följande underarter:
- V. m. callitricha
- V. m. monadelpha